# Gekko kwangsiensis
Espèce
Gekko kwangsiensis est une espèce de geckos de la famille des Gekkonidae.

## Répartition
Cette espèce est endémique du Guangxi en Chine.

## Description
Le mâle holotype mesure 140,7 mm de longueur totale dont 64,2 mm de longueur standard et 76,5 mm de queue.

## Étymologie
Son nom d'espèce, composé de kwangsi et du suffixe latin -ensis, « qui vit dans, qui habite », lui a été donné en référence au lieu de sa découverte, le Guangxi.

## Publication originale
- Yang, 2015 : A new species of the genus Gekko Laurenti (Squamata: Sauria: Gekkonidae) from Guangxi, China. Zootaxa, no 3936 (2), p. 287–295.